# Pozuel de Ariza
Pour les articles homonymes, voir Ariza (homonymie).
Pozuel de Ariza est une commune d’Espagne, dans la province de Saragosse, communauté autonome d'Aragon comarque de Comunidad de Calatayud.